# Ancacato
Ancacato ist eine Ortschaft im Departamento Oruro im südamerikanischen Andenstaat Bolivien.

## Lage im Nahraum
Ancacato ist der zentrale Ort des Kanton Ancacato im Municipio Challapata in der Provinz Eduardo Avaroa. Die Ortschaft liegt auf einer Höhe von 3780 m oberhalb des Río Crucero, der acht Kilometer weiter westlich in den Tacagua-Stausee fließt, einen etwa viereinhalb Quadratkilometer großen Stausee, der den Río Crucero aufstaut.

## Geographie
Ancacato liegt am östlichen Rand des bolivianischen Altiplano vor der Cordillera Azanaques, die ein Teil der Gebirgskette der Cordillera Central ist. Das Klima der Region ist ein typisches Tageszeitenklima, bei dem die täglichen Temperaturschwankungen deutlicher ausfallen als die mittleren jahreszeitlichen Schwankungen.
Die Jahresdurchschnittstemperatur der Region liegt bei 8–9 °C (siehe Klimadiagramm Challapata) und schwankt zwischen 4 °C im Juni und Juli und 11 °C im Dezember. Der Jahresniederschlag beträgt knapp 350 mm, bei einer ausgeprägten Trockenzeit von April bis Oktober mit Monatsniederschlägen unter 15 mm, und nennenswerten Niederschlägen nur von Dezember bis März mit 60 bis 80 mm Monatsniederschlag.

## Verkehrsnetz
Ancacato liegt in einer Entfernung von 135 Straßenkilometern südöstlich von Oruro, der Hauptstadt des gleichnamigen Departamentos.
Von Oruro führt die asphaltierte Nationalstraße Ruta 1 in südlicher Richtung 116 Kilometer bis Challapata, wo nach Süden die Ruta 30 nach Uyuni abzweigt. Von Challapata aus führt die Ruta 1 neunzehn Kilometer nach Nordosten über Pequereque bis Ancacato und von dort weiter über Cruce Culta nach Potosí und weiter nach Tarija und an die argentinische Grenze.

## Bevölkerung
Die Einwohnerzahl der Ortschaft ist in den vergangenen beiden Jahrzehnten um etwa ein Drittel angestiegen:
| Jahr | Einwohner | Quelle       |
| ---- | --------- | ------------ |
| 1992 | 264       | Volkszählung |
| 2001 | 284       | Volkszählung |
| 2013 | 352       | Volkszählung |
| 2024 |           | Volkszählung |

Die Region weist einen deutlichen Anteil an Quechua-Bevölkerung auf, im Municipio Challapata sprechen 59,2 Prozent der Bevölkerung Quechua.